# Małgorzata Hołyńska

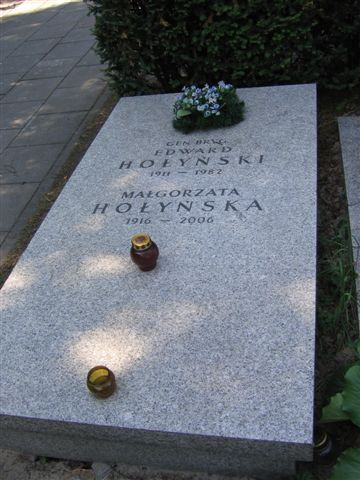
Nagrobek Małgorzaty Hołyńskiej na Cmentarzu Wojskowym na Powązkach
w Warszawie, 30 lipca 2006

Małgorzata Hołyńska, z domu Wachniewska, pseud. Dan O'Kinoto, Stasys Gromnis (ur. 18 września 1916 w Piotrogrodzie, zm. 11 lutego 2006 w Warszawie) – polska tłumaczka literatury pięknej, prozaik.

## Życiorys
Ukończyła polonistykę na Uniwersytecie Warszawskim. Podczas II wojny światowej przebywała w obozie pracy (1943). Po zakończeniu wojny pracowała w Polskim Czerwonym Krzyżu we Francji. W Polsce od 1946. Pracowała następnie w Ministerstwie Spraw Zagranicznych. Od 1950 była redaktorem w Spółdzielni Wydawniczej „Czytelnik”, kierując tam m.in. redakcją romańską.
Tłumaczyła książki z języków: portugalskiego, francuskiego i angielskiego. Była członkiem Polskiego PEN-Clubu i Stowarzyszenia Pisarzy Polskich.
Od 1939 była żoną wojskowego Edwarda Hołyńskiego, który dosłużył się rangi generalskiej. Mieszkała w Warszawie. Zmarła tamże. Pogrzeb odbył się na Cmentarzu Wojskowym na Powązkach 17 lutego 2006 (kwatera B4-9-1).

## Twórczość

### Powieści
- Kosmaty bożek Babalǘ (Wydawnictwo Łódzkie 1959)
- Teoria drobnych złudzeń (Czytelnik 1962)
- Dolina Jozafata (Czytelnik 1966)
- Święte życie (Czytelnik 1973)

### Tłumaczenia (wybór)
- Jorge Amado, Drogi głodu (wespół z Eugeniuszem Grudą, PIW 1954)
- Andreas Kedros, Nowy kwiat (Warszawa 1956)
- Simon Brett, Ostatni gość w „Acapulco” (wespół z Anną Sussman, Czytelnik 1993)
- Georges Simenon, Maigret i samotny włóczęga (Czytelnik 1993)
- Georges Simenon, Maigret zastawia sidła (Czytelnik 1993)
- Jean d’Ormesson, My, z łaski Boga (wespół z Eligią Bąkowską, Czytelnik 1995)
- Charles Dickens, Carlo Fruttero & Franco Lucentini, Sprawa D. czyli Zbrodnia rzekomego włóczęgi (Czytelnik 1996)
- Andreï Makine, Francuski testament (Czytelnik, seria „Nike” 1997)
- Michel Tournier, Eleazar, czyli Źródło i Krzew (Czytelnik 1998)
- Andreï Makine, Zbrodnia Olgi Arbeliny (Czytelnik 1999)
- Andreï Makine, Rzeka miłości (Czytelnik, seria „Nike” 2001)
- Andreï Makine, Muzyka życia (Czytelnik 2002)
- Andreï Makine, Requiem dla Wschodu (Czytelnik 2002)
- Sylvie Germain, Tobiasz, syn Teodora (Czytelnik 2004)
- Andreï Makine, Między ziemią i niebem (Czytelnik 2004)